# Vitali Guerassimov
Pour les articles homonymes, voir Guerassimov.
Ne doit pas être confondu avec Valeri Guerassimov
Vitali Petrovitch Guerassimov (en russe : Виталий Петрович Герасимов) est un général de l'armée de terre russe, né le 9 juillet 1977 à Kazan et donné mort le 7 mars 2022 près de Kharkiv. Annoncée par le gouvernement ukrainien, sa mort n'est cependant pas confirmée par la Russie.

## Biographie

### Montée en grade
Guerassimov naît le 9 juillet 1977 à Kazan, en République socialiste soviétique autonome tatare (aujourd'hui la république du Tatarstan, un des sujets de la fédération de Russie). Il sort diplômé de l'École d'officiers des chars (ru) à Tcheliabinsk en 1999, puis est affecté de 1999 à 2005 comme commandant d'un peloton de chars, puis d'une compagnie de chars, enfin chef d'état-major d'un bataillon d'entraînement. Il participe à la seconde guerre de Tchétchénie en 1999-2000.
De 2005 à 2007, il est stagiaire à l'Académie interarmes à Moscou.
De 2007 à 2010, il est commandant d'un bataillon de fusiliers motorisés dans le district militaire du Caucase du Nord.
De 2010 à 2013, il est chef d'état-major et commandant adjoint de la 74e brigade de fusiliers motorisés de la Garde, dépendant de la 41e armée interarmes du district militaire central.
Puis de 2013 à 2014, il est le commandant de la 15e brigade de fusiliers motorisés, unité qui dépend de la 2e armée interarmes de la Garde.
De 2014 à 2016, il est le chef du département de tactique de l'Académie des forces armées de la fédération de Russie. Il fait une rotation au sein des forces russes déployées en Syrie. Guerassimov reçoit également la médaille « Pour le retour de la Crimée ».
En juin 2016, il reçoit le grade de major-général et le commandement de la 35e brigade de fusiliers motorisés de la Garde, unité militaire 41659, dépendant de la 41e armée interarmes, basée à Aleïsk.
De 2019 à 2020, il est le commandant de la 90e division de chars de la Garde puis, de septembre 2020 à mai 2022 de la 41e armée.

### Guerre de 2022 en Ukraine
Au moment de l'invasion russe de l'Ukraine en 2022, Vitali Guerassimov occupe le poste de chef d'état-major et de premier commandant adjoint de la 41e armée interarmes du district militaire central de Russie.
Le ministère ukrainien de la Défense affirme que Guerassimov a été tué dans l'oblast de Kharkiv le 7 mars 2022, alors qu'il commandait la 15e brigade séparée de fusiliers motorisés, qui lui avait été antérieurement confiée en 2013.
Sa position pourrait avoir été connue du fait de l'utilisation de communications non-chiffrées. Le système militaire russe de communications chiffrées, Era, qui aurait dû être utilisé pour sécuriser les communications, aurait été dysfonctionnel. James Rands, membre de l’agence de renseignement Janes, avance que ce système s'appuierait sur les réseaux de télécommunication 3G et 4G, partiellement détruits durant l'invasion, ou rendus incompatibles avec Era du fait du déploiement d'IMSI-catchers par les forces armées russes. CNN déclare ne pas avoir vérifié de manière indépendante la mort de Vitali Guerassimov et les responsables américains ne la confirment pas publiquement. La Russie ne reconnaît pas le décès.